# Bahnstrecke Lietzow–Ostseebad Binz
| Verlauf der Bahnstrecke Lietzow–Binz |                      |                               |                               |
| Streckennummer: | 6776                 |                               |                               |
| Kursbuchstrecke (DB): | 190                  |                               |                               |
| Streckenlänge: | 12,1 km              |                               |                               |
| Spurweite: | 1435 mm (Normalspur) |                               |                               |
| Streckenklasse: | vorwiegend D4        |                               |                               |
| Stromsystem: | 15 kV, 16,7 Hz ~     |                               |                               |
| Streckengeschwindigkeit: | 80 km/h              |                               |                               |
| |                      |                               |                               |
| \| \| \| von Stralsund \| \| \| \| 0,0 \| Lietzow (Rügen) \| Lietzow (Rügen) \| \| \| \| nach Sassnitz \| \| \| \| 7,1 \| Prora früher KdF-Seebad Rügen \| Prora früher KdF-Seebad Rügen \| \| \| 8,8 \| Prora Ost \| Prora Ost \| \| \| 12,1 \| Ostseebad Binz \| Ostseebad Binz \| |                      |                               |                               |
| Strecke |                      | von Stralsund                 | von Stralsund                 |
| Bahnhof | 0,0                  | Lietzow (Rügen)               | Lietzow (Rügen)               |
| Abzweig geradeaus und nach links |                      | nach Sassnitz                 | nach Sassnitz                 |
| Bahnhof | 7,1                  | Prora früher KdF-Seebad Rügen | Prora früher KdF-Seebad Rügen |
| Haltepunkt / Haltestelle | 8,8                  | Prora Ost                     | Prora Ost                     |
| Kopfbahnhof Streckenende | 12,1                 | Ostseebad Binz                | Ostseebad Binz                |

Die Bahnstrecke Lietzow–Ostseebad Binz ist eine eingleisige elektrifizierte Nebenbahn auf der Insel Rügen in Mecklenburg-Vorpommern. Sie dient vor allem dem Personennah- und -fernverkehr.

## Streckenbeschreibung
Die Strecke zweigt im Bahnhof Lietzow von der Bahnstrecke Stralsund–Sassnitz ab. Sie führt zunächst ostwärts, am Nordufer des Kleinen Jasmunder Boddens. Anschließend wendet sie sich nach Süden, später nach Südosten und verläuft auf der Landzunge Schmale Heide zwischen dem Bodden und der Ostsee. Parallel zur Eisenbahnstrecke liegt zwischen ihr und der Küste der viereinhalb Kilometer lange Komplex des von den Nationalsozialisten als KdF-Seebad Rügen gebauten Ferienheimes in Prora. Die Strecke endet im Bahnhof Ostseebad Binz am nördlichen Rand des Ortes. Dieser wird im Unterschied zum Kleinbahnhof des Rasenden Rolands im Süden von Binz auch als Großbahnhof bezeichnet.

## Geschichte
Bis in die 1930er Jahre existierte auf der Insel Rügen nur ein isoliertes Eisenbahnnetz. Es gab die zwei Regelspurstrecken Altefähr–Sassnitz und die in Bergen abzweigende Strecke nach Lauterbach. Mit dem 1936 fertiggestellten Rügendamm konnte die Insel Rügen direkt mit der Bahn erreicht werden. Demgegenüber stand die umständliche Weiterfahrt nach Binz, dem größten Seebad Rügens, und den anderen Badeorten im Südosten der Insel mit Umsteigen in Bergen auf Rügen und Putbus auf die Rügensche Kleinbahn. Zudem entstand in der zweiten Hälfte der 1930er Jahre nördlich von Binz ein Seebad der Organisation Kraft durch Freude, in dem 20 000 Urlauber untergebracht werden sollten. Zu seiner Anbindung und zur Verbesserung des Verkehrs nach Binz entstand eine Strecke vom Bahnhof Lietzow nach Binz, die am 15. Mai 1939 eingeweiht wurde. Bereits 1938 war das Bahnhofsgebäude in Binz fertig. Die Planungen sahen eine Verlängerung der Strecke entlang der Küste bis Thiessow vor, ebenso den Ersatz der Schmalspurbahn aus Putbus durch eine Normalspurstrecke. Dazu kam es durch den Ausbruch des Zweiten Weltkrieges nicht mehr. Der KdF-Komplex wurde nie fertiggestellt, der Urlauberverkehr war nicht kriegswichtig. 1940 verkehrten lediglich zwei Zugpaare am Tag. Nach Kriegsende war die Strecke zunächst als Reparationsleistung abgebaut worden. Bereits 1952 wurde sie jedoch wieder in Betrieb genommen. Ein neuer Haltepunkt entstand in Prora Ost.

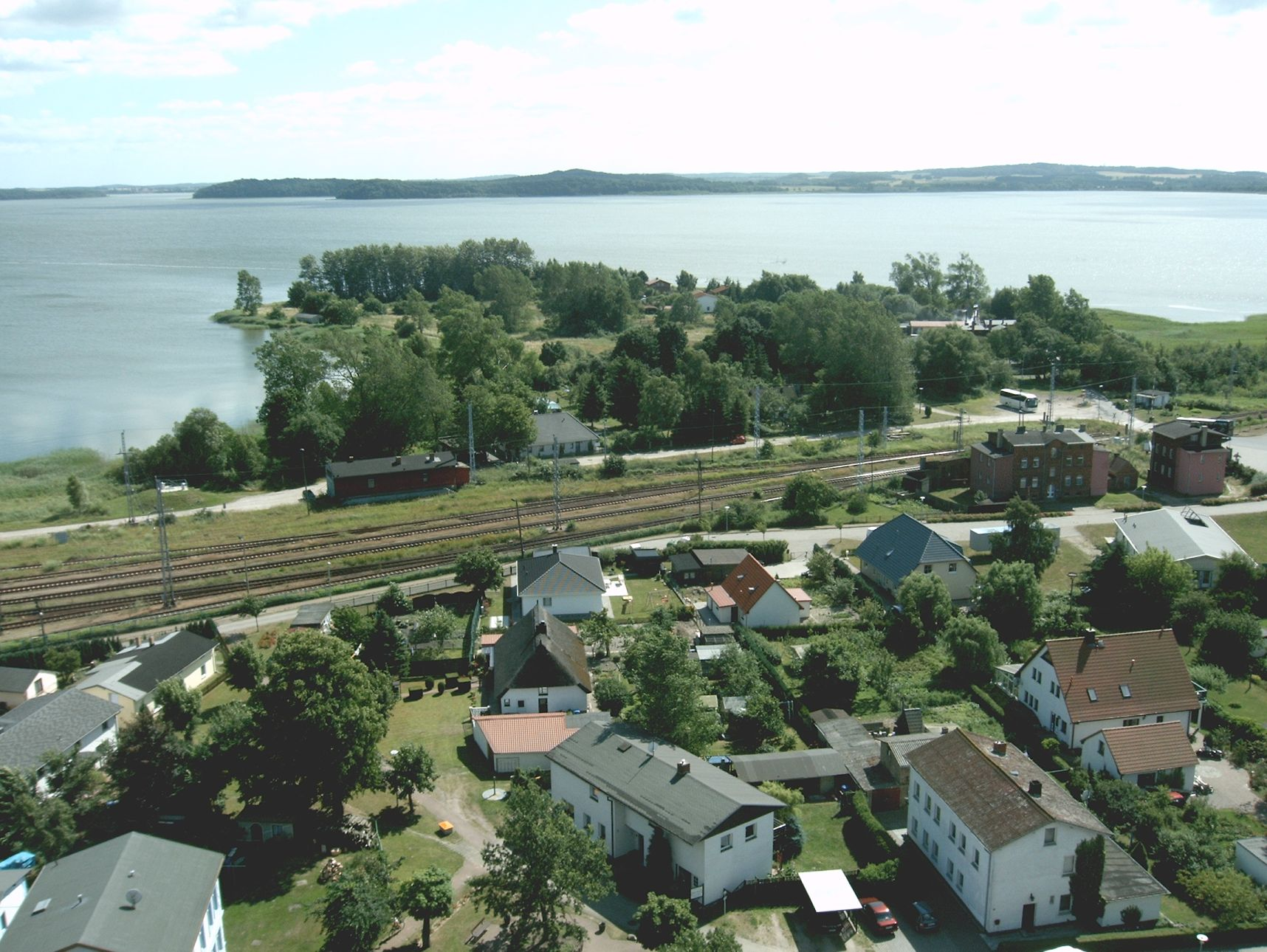
Gleisanlagen am Lietzower Bahnhof

Die Rolle der Insel Rügen und damit auch von Binz für den Urlauberverkehr wuchs. Damit nahm auch die Bedeutung der Strecke wieder zu. Prora war zu DDR-Zeiten militärisches Sperrgebiet. In den KdF-Blöcken entstanden große Kasernen. Entsprechend war die Bahnstrecke auch für den militärischen Verkehr wichtig. Für die Anfahrt der Wehrpflichtigen hielten einige Schnellzüge auch in Prora. Insgesamt verkehrten im Sommer je nach Fahrplanjahr bis zu sechs Schnellzugpaare. Sie verbanden Binz unter anderem mit Berlin, Leipzig, Dresden, Erfurt und Ende der 1980er Jahre sogar mit Bratislava. Auch das Personenverkehrsangebot war relativ dicht, so verkehrten 1988 insgesamt zwölf Zugpaare.
Ungeachtet der hohen verkehrlichen Bedeutung blieb die Strecke betriebstechnisch jedoch eine Nebenbahn. Zusammen mit der Strecke Stralsund–Sassnitz und dem Anschluss zum Fährhafen Mukran wurde die Strecke elektrifiziert. Der elektrische Betrieb wurde am 27. Mai 1989 aufgenommen.
1991 wurde die Strecke mit dem IC „Rügen“ an das Intercity-Netz der Deutschen Bahnen angeschlossen. Das Fernverkehrsangebot wurde mehrmals umgestaltet, am grundlegenden Angebot änderte sich jedoch auf dieser Strecke nur wenig. Die Zahl der Nahverkehrszüge wurde Anfang der 1990er Jahre etwas reduziert, unter anderem fielen mit der Schließung des Armeestandortes Prora einige Früh- und Spätverbindungen weg. Ende der 1990er Jahre wurde das Angebot tagsüber schrittweise zu einem Stundentakt verdichtet.

## Zugverkehr
Im Nahverkehr wird die Strecke im Stundentakt von der Regionalexpresslinie 9 befahren. Die Züge verkehren abwechselnd bis Lietzow (mit Anschluss an die Züge Sassnitz–Stralsund–Rostock) oder bis Stralsund/Rostock. Im Fernverkehr verkehren je nach Tag zwischen drei und fünf Züge täglich, unter anderem der Linie 30, die meisten fahren entweder über Rostock oder über Berlin weiter nach West- oder Süddeutschland. Ebenso gibt es eine direkte Eurocity-Verbindung nach Prag, die unregelmäßig, meist am Wochenende, im Sommer aber auch täglich verkehrt. Einzelne Fernverkehrszüge halten dabei auch in Prora.